# عبد اللطيف بنمنصور
عبد اللطيف بنمنصور (الرباط - 1926, 6 أبريل 2010) كان علما من أعلام فن المديح والسماع بالمغرب، وفنانا للموسيقى الأندلسية ومن مجدديها خلال القرن العشرين. لُقب بنمنصور بشيخ المادحين والمسمعين المغاربة.

## حياته
ولد عبد اللطيف بن محمد بنمنصور سنة 1926 بمدينة الرباط، عاصمة المغرب. انتسب منذ طفولته إلى الزاوية الحراقية الدرقاوية، وتتلمذ فيها على يد جده لأمه الفقيه عبد السلام اكديرة (توفي سنة 1943)، والذي كان مقدم وشيخ الطريقة بالرباط، وعلمه أسس التصوف والموسيقى الروحية. تميز عبد اللطيف بذاكرة قوية سمحت له بحفظ القصائد والموشحات والأزجال والبراول، قبل أن يعمل على تنسيقها وتطويرها.
من أبرز أعمال بنمنصور تحقيق وترتيب وتنيسق وإعداد مجموع أزجال وتواشيح وأشعار الموسيقى الأندلسية المغربية المعروف ب «كناش الحائك». تضمن عمل التحقيق هذا الأشعار بجميع أصنافها، بقصيدها وموشحاتها وأزجالها وبراولها، كما أنه اشتمل على ميزاني قائم ونصف الحجاز المشرقي وقائم ونصف الرصد، واحتوى على أدراج مختلف النوبات، حتى وصل الجمع والتوثيق إلى كناش يتضمن الخمسة والخمسين ميزانا. في نفس السياق، كان عبد اللطيف بنمنصور أول من قام بمحاولة لنسب مختلف الأشعار الأندلسية إلى أصحابها.
قام بنمنصور بعدة تسجيلات للإذاعة الوطنية المغربية منذ سنوات الستينات حيث سجل قصيدة الفياشية سنة 1961, إضافة لثمانين ساعة أخرى في مختلف الطبوع والأنغام والإيقاعات.
توفي عبد اللطيف بنمنصور بأحد مستشفيات الرباط يوم 6 أبريل 2010 عن سن يناهز 84 سنة، وذلك بعد مرض عضال لم ينفع معه علاج.